# ديرون ميلر
ديرون ميلر (بالإنجليزية: Deron Miller)‏ (و. 1976  م) هو موسيقي، ومغني، وعازف قيثارة أمريكي، بدأ مشواره المهني سنة 1995.

## وصلات خارجية
- ديرون ميلر على موقع IMDb (الإنجليزية)
- ديرون ميلر على موقع ميوزك برينز (الإنجليزية)
- ديرون ميلر على موقع ديسكوغز (الإنجليزية)
- ديرون ميلر على موقع قاعدة بيانات الفيلم (الإنجليزية)

- ديرون ميلر في قاعدة بيانات الأفلام على الإنترنت